# Arbetareringens bank

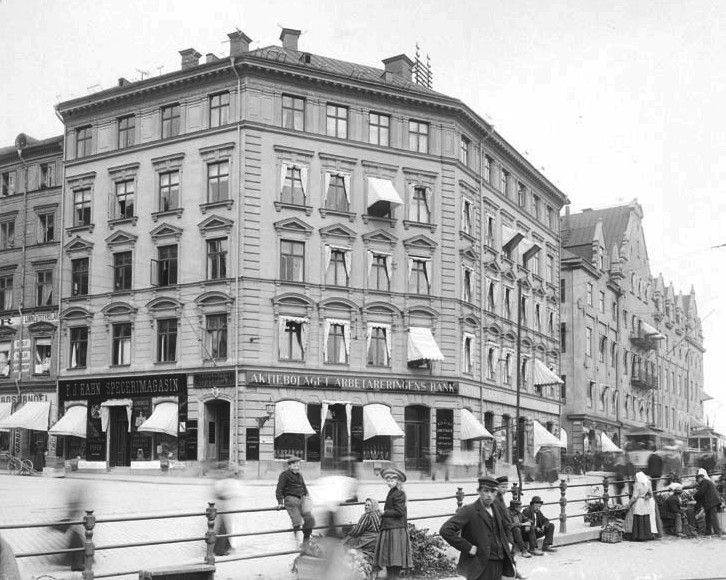
Bankens lokaler vid Kornhamnstorg i borjan av 1900-talet

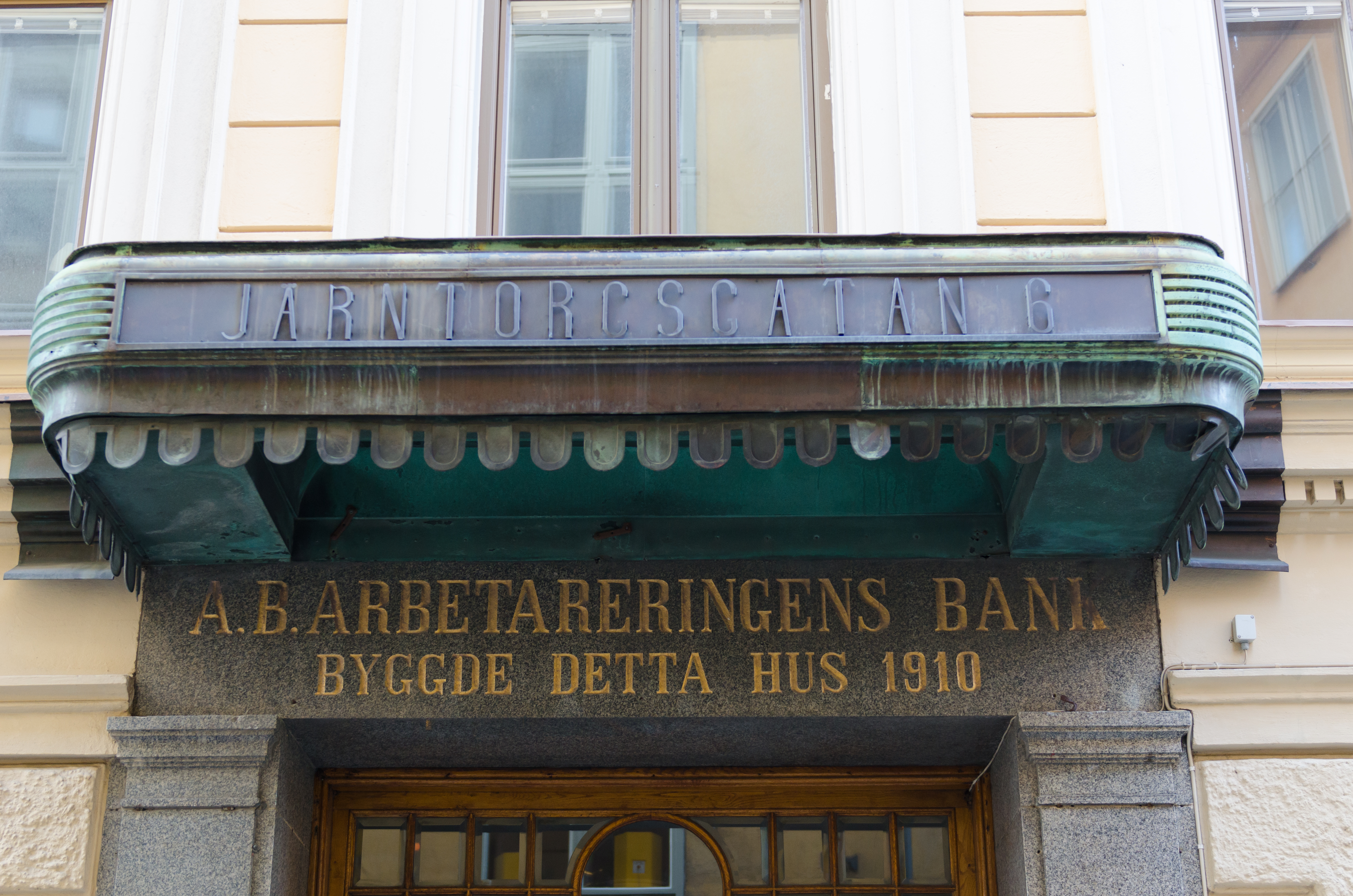
Portal på hus i kvarteret mot Järntorgsgatan

Arbetareringens bank var 1884-1918 en svensk bank, som framför allt var riktad till Stockholms arbetare. Initiator var brännvinskungen Lars Olsson Smith. Banken erbjöd till en början delägarskap i bolaget, och ägarna berättigades till rabatt på varor som köptes i de av banken förhyrda handelsbodarna. Den hade till skillnad från andra banker även en pantlåneavdelning. Banken gick 1918 upp i Köpmannabanken vilken i sin tur 1921 fusionerades med Södermanlands Enskilda Bank.

## Bankens lokaler

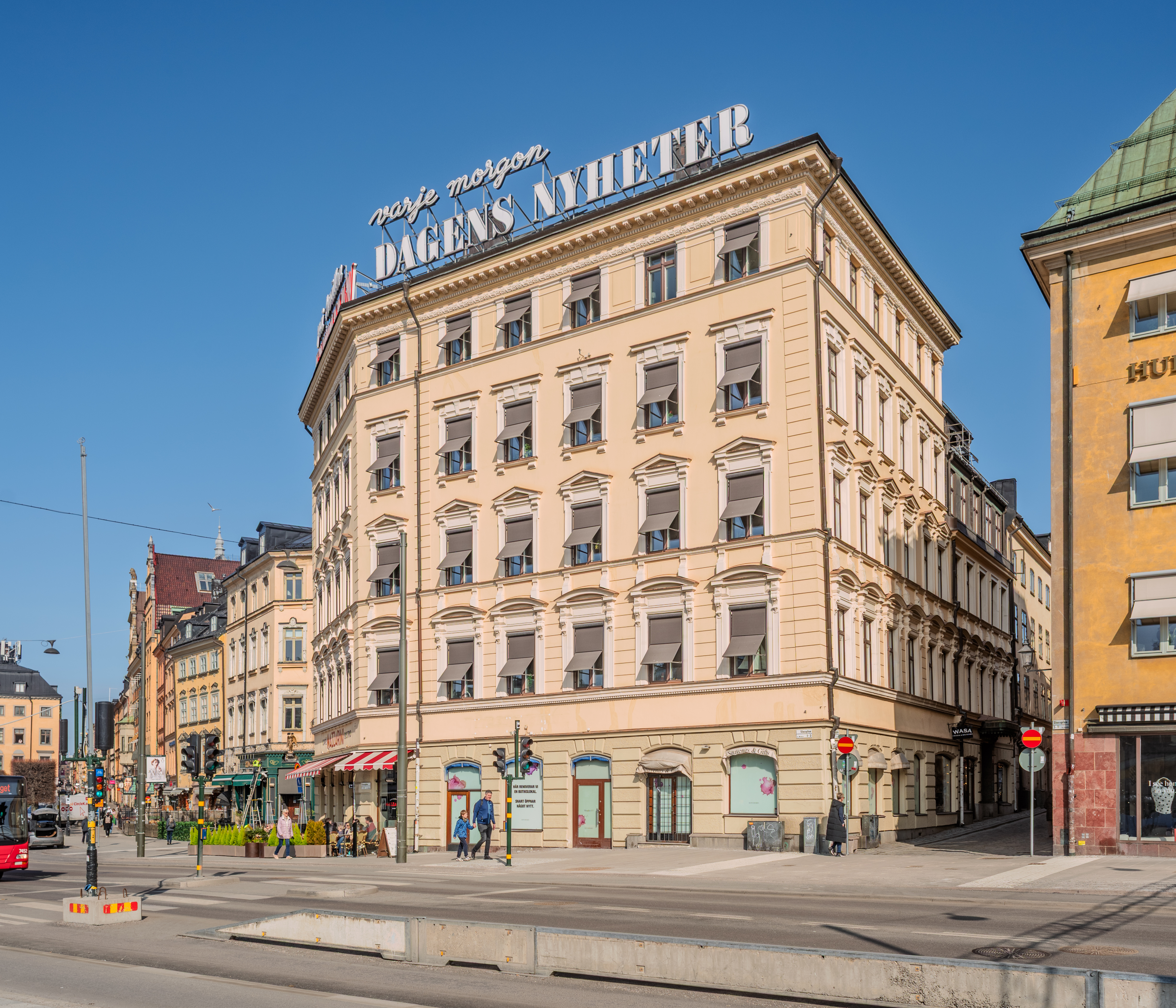
Bankens tidigare lokaler 2025.

Lokalerna låg i Forsströmska huset (uppfört 1781 för Nils Forsström efter ritningar av Lorentz Kolmodin) i kvarteret Medusa vid Kornhamnstorg 61 som 1877-78 ombyggts för kontor och försetts med ny fasad efter ritningar av arkitekt Johan Fredrik Åbom. 1896 byggdes huset om till bank efter ritningar av Axel Gillberg. Banksalen med sina tre fönster mot torget inrättades en trappa upp i huset. Man planerade i början av 1900-talet att bygga om större delen av kvarteret till sex våningar med gavlar och höga takfall, i bjärt kontrast till Gamla stans övriga bebyggelse. Ombyggnaden blev slutligen mer återhållsam och kom i huvudsak att behandla interiörerna, som utfördes enligt arkitektfirman Hagström & Ekmans ritningar. 
Bankens pantlåneavdelning låg på Järntorget. Då Köpmannabanken 1921 uppgick i Sörmlandsbanken inrättades en banklokal i bottenvåningen i Sörmlandsbankens regi.